# Обробник таблиці (Table Module)
Обробник таблиці (англ. Table Module) — шаблон проєктування, який пропонує об'єднати всю бізнес-логіку для усіх збережених даних в одному об'єкті.

## Призначення
Традиційний ООП підхід пропонує об'єднати дані та логіку їх обробки. Тоді при збережені даних кожному екземплярові відповідає окремий запис в сховищі. Така структура працює добре, коли потрібно для кожного об'єкта окремо виконувати операції редагування. У випадку, коли необхідно виконувати однакові операції для багатьох сутностей нам необхідно отримати зі сховища усі сутності.
Обробник таблиці пропонує альтернативний підхід. Він дозволяє об'єднати дані та поведінку в одному об'єкті при цьому скористатись усіма перевагами обраного сховища даних. Обробник таблиці подібний до звичайного об'єкта, але для нього відсутнє поняття ідентичності. При цьому операції будуть застосовуватись до всіх записів в сховищі.
Таким чином, основна відмінність від моделі предметної області полягає в тому, що якщо є декілька записів у сховищі, то об'єкт буде створюватись для кожного із них в той час, як обробник таблиці буде керувати усіма записами за допомогою одного об'єкта.

## Реалізація
```
class
 
Product

{

    
private
 
Db
 
_db
;

    
public
 
double
 
Name
 
{
 
get
;
 
set
;
 
}

    
public
 
double
 
Price
 
{
 
get
;
 
set
;
 
}

    
public
 
Product
(
Db
 
db
)

    
{

        
_db
 
=
 
db
;

    
}

    
public
 
void
 
GetById
(
int
 
id
)

    
{

        
var
 
record
 
=
 
_db
.
Products
.
Find
(
id
);

        
Name
 
=
 
record
.
Name
;

        
Price
 
=
 
record
.
Price
;

    
}

    
public
 
int
 
Create
()

    
{

        
var
 
id
 
=
 
_db
.
Add
(
this
);

        
return
 
id
;

    
}

    
public
 
void
 
Update
(
Predicate
<
Product
>
 
predicate
)

    
{

        
_db
.
Products
.
Where
(
predicate
).
Put
(
this
);

    
}

}

```